# خوان میسس
خوان میسس (اسپانیایی: Johan Mieses‎؛ زادهٔ ۱۳ ژوئیهٔ ۱۹۹۵) بازیکن بیس‌بال اهل جمهوری دومینیکن است.
وی در مسابقات کشوری و بین‌المللی در مجموع برندهٔ ۱ مدال برنز شده‌است.